# Бордо (аеропорт)
Аеропорт Бордо-Мериньяк (фр. Aéroport de Bordeaux-Mérignac, (IATA: BOD, ICAO: LFBD)) — міжнародний аеропорт розташований за 12 км W від Бордо, Жиронда, Нова Аквітанія, Франція.
Аеропорт є хабом для:
- Air France
- Easyjet
- Volotea

## Термінали
Аеропорти має три пасажирські термінали:
- Термінал А:Міжнародні перевезення.
- Термінал B: обслуговує рейси Air France між Парижем і Бордо
- Термінал С: обслуговує рейси лоукостів —  easyJet, Ryanair та Wizz Air

## Авіалінії та напрямки

### Пасажирські
| Авіакомпанія                  | Пункт призначення |
| ----------------------------- | --- |
| Aegean Airlines               | Сезонний: Афіни, Іракліон |
| Aer Lingus                    | Дублін |
| Air Algérie                   | Алжир, Оран |
| Air Arabia Maroc              | Фес |
| airBaltic                     | Сезонний: Рига |
| Air Corsica                   | Сезонний: Аяччо, Кальві |
| Air France                    | Париж-Шарль де Голль, Париж-Орлі |
| Air Transat                   | Сезонний: Монреаль-Трюдо |
| ASL Airlines France           | Сезонний: Оран |
| Blue Air                      | Бухарест |
| British Airways               | Лондон-Гатвік |
| Brussels Airlines             | Брюссель |
| Chalair Aviation              | Брест-Бретань, Кан, Монпельє, Нант, Ренн |
| easyJet                       | Амстердам, Барселона, Берлін-Шенефельд, Бристоль, Брюссель, Ес-Сувейра, Фару, Гранада (з 15 червня 2019), Гранада (з 17 червня 2019), Лілль, Лісабон, Лондон-Гатвік, Лондон-Лутон, Люксембург, Ліон, Марракеш, Манчестер, Марсель, Мілан-Мальпенса, Ніцца, Порту (з 16 червня 2019), Тель-Авів, Венеція Сезонний: Бастія, Белфаст, Катанія, Глазго, Іракліон, Гамбург, Ібіца, Ліверпуль, Лондон-Саутенд, Менорка (з 18 червня 2019), Пальма-де-Мальорка, Родос |
| easyJet Switzerland           | Базель-Мюлуз-Фрайбург, Женева |
| Flybe                         | Сезонний: Бірмінгем, Саутгемптон |
| HOP!                          | Дюссельдорф, Лілль, Ліон, Марсель, Ніцца, Рим-Ф'юмічіно Сезонний: Аяччо, Бастія, Кальві, Фігарі |
| Iberia Regional               | Мадрид |
| KLM                           | Амстердам |
| Lufthansa                     | Франкфурт |
| Norwegian Air Shuttle         | Сезонний: Осло-Гардермуен, Стокгольм-Арланда |
| Royal Air Maroc               | Касабланка, Марракеш |
| Ryanair                       | Мілан-Бергамо, Брюссель-Шарлеруа, Фес, Лондон-Станстед, Марракеш, Порту, Рим-Чіампіно, Севілья, Валенсія Сезонний: Болонья, Корк, Единбург |
| Swiss International Air Lines | Цюрих |
| TAP Air Portugal              | Лісабон |
| TUI fly Belgium               | Агадір, Касабланка, Марракеш |
| Tunisair                      | Туніс |
| Turkish Airlines              | Сезонний: Стамбул-Ататюрк |
| Volotea                       | Аяччо, Бастія, Мадрид, Малага, Мальта, Мюнхен, Прага, Страсбург, Тенерифе-Південний, Венеція Сезонний: Аліканте, Кальярі, Корфу, Дубровник, Фару, Фігарі, Фуертевентура, Мадейра, Гран-Канарія, Ібіца, Менорка, Неаполь, Ольбія, Пальма-де-Мальорка, Палермо, Піза, Пула (з 12 травня 2019), Санторіні, Спліт, Тулон |
| Vueling                       | Барселона, Малага Сезонний: Пальма-де-Мальорка |
| Wizz Air                      | Сезонний: Будапешт, Варшава-Шопен |

### Вантажні
| Авіакомпанія        | Пункт призначення      |
| ------------------- | ---------------------- |
| ASL Airlines France | Париж-Шарль де Голль   |
| DHL Aviation        | Лейпциг/Галле, Віторія |